# جولیا کویینتاواله
جولیا کویینتاواله (ایتالیایی: Giulia Quintavalle؛ زادهٔ ۶ مارس ۱۹۸۳) جودوکار اهل ایتالیا است.
وی در مسابقات کشوری و بین‌المللی در مجموع برندهٔ ۲ مدال طلا شده‌است.